# کیجیما ماتابی
کیجیما ماتابی، ماساهیسا (به ژاپنی: 来島 又兵衛 Kijima Matabei); ۲۳ فوریهٔ ۱۸۱۷ – ۲۰ اوت ۱۸۶۴) یک سامورایی در خدمت خاندان موری در قلمرو چوشو بود. وی یکی از سامورایی‌هایی بود که در حادثه ایکه‌دایا در ژوئیه سال ۱۸۶۴ مورد حمله شینسنگومی قرار گرفت.